# Endasys granulifacies
Endasys granulifacies är en stekelart som beskrevs av Luhman 1990. Endasys granulifacies ingår i släktet Endasys och familjen brokparasitsteklar. Inga underarter finns listade i Catalogue of Life.